# Alcis consobrinaria
Alcis consobrinaria là một loài bướm đêm trong họ Geometridae.